# Томиці (Мазовецьке воєводство)
Томиці (пол. Tomice) — село в Польщі, у гміні Ґура-Кальварія Пясечинського повіту Мазовецького воєводства.
Населення — 411 осіб (2011).
У 1975-1998 роках село належало до Варшавського воєводства.

## Демографія
Демографічна структура станом на 31 березня 2011 року:
|          | Загалом | Допрацездатний вік | Працездатний вік | Постпрацездатний вік |
| -------- | ------- | ------------------ | ---------------- | -------------------- |
| Чоловіки | 204     | 58                 | 133              | 13                   |
| Жінки    | 207     | 46                 | 130              | 31                   |
| Разом    | 411     | 104                | 263              | 44                   |